# Hanspeter A. Mallot
Hanspeter A. Mallot (* 6. Juli 1956 in Koblenz) ist ein deutscher Neurobiologe und Kognitionswissenschaftler. Aktuell ist er Seniorprofessor am Institut für Neurobiologie der Universität Tübingen.

## Leben
Hanspeter Mallot besuchte das Eichendorff-Gymnasium in Koblenz, Abiturjahrgang 1975. Nach dem Studium der Biologie und der Mathematik an der Universität Mainz promovierte er 1986 bei Werner von Seelen und Christoph von Campenhausen. Im Anschluss war der Postdoctoral Fellow am Massachusetts Institute of Technology und Assistenzprofessor am Institut für Neuroinformatik der Ruhr-Universität Bochum, wo er sich 1993 für das Fach "Biologische Informationsverarbeitung" habilitierte. Nach weiteren Stationen am Max-Planck-Institut für biologische Kybernetik in Tübingen und am Wissenschaftskolleg zu Berlin folgte er im Jahr 2000 einem Ruf auf den Lehrstuhl für kognitive Neurowissenschaft der Universität Tübingen, den er bis 2023 leitete. Von 2007 bis 2010 war er Dekan der Fakultät für Biologie der Universität Tübingen.
Forschungsschwerpunkte sind quantitative Verhaltensanalysen und die Modellierung von Wahrnehmungs- und Kognitionsprozessen im Bereich der visuellen Wahrnehmung und der Raumkognition des Menschen.

## Publikationen
- Mallot HA (1998) Sehen und die Verarbeitung visueller Information. Braunschweig u. Wiesbaden: Vieweg. 2. Auflage 2000, wiederaufgelegt als E-Book, Springer Verlag 2013
- Mallot HA (2000) Computational Vision. Information Processing in Perception and Visual Behavior. Cambridge MA: The MIT Press
- Mallot HA (2013) Computational Neuroscience. A First Course. Springer Series in Bio-/Neuro-informatics, Vol 2, Springer Verlag
- Mallot HA (2023) From Geometry to Behavior. An Introduction to Spatial Cognition. Cambridge MA: The MIT Press
- Mallot HA (2024) Computational Neuroscience. An Essential Guide to Membrane Potentials, Receptive Fields, and Neural Networks. Cham: Springer Nature
- zahlreiche Originalarbeiten zu Fragen der visuellen Wahrnehmung, zum Ortsgedächtnis und zur Informationsverarbeitung in neuronalen Netzwerken